# Arló
Arló es un pueblo ubicado en el distrito de Ózd, condado de Borsod-Abaúj-Zemplén, Hungría.

## Superficie
Posee una superficie de 46,87 kilómetros cuadrados.

## Demografía
Hasta 2022 la población era de 3563  habitantes, con una densidad de población de 76,02 habitantes por kilómetro cuadrado.